# Coenobita perlatus
Espèce
Coenobita perlatus est une espèce de bernard l'hermite terrestre indigène de nombreux rivages de la région indo-pacifique, de Madagascar à la Polynésie.
Il fréquente les plages et les dunes de bord de mer et se maintient toujours à une distance accessible de l'eau salée où il peut restaurer l'humidité de son corps ou relâcher ses œufs. Le Coenobita perlatus est une espèce inféodée aux rivages côtiers.
Il mesure à l'âge adulte en moyenne 80 mm de longueur. Il est spécifiquement reconnaissable à sa carapace parsemée de petites granulations et à une coloration rouge parfois très soutenue, qui fait cependant défaut chez les juvéniles ou lorsque l'alimentation est pauvre en carotènes.
C'est un agent très efficace du maintien de la propreté des plages car son régime est principalement détritivore, mais il ne néglige pas de s'attaquer à quelques proies vivantes comme les jeunes tortues marines juste après l'éclosion.
Les Coenobita perlatus vivent en bandes de quelques dizaines d'individus voire de centaines d'individus et possèdent une vie sociale apparemment assez élaborée.
L'espèce est ramassée pour faire l'objet d'un commerce international d'animaux de compagnie. Certains négociants les conditionnent avec des coquilles synthétiques peintes en couleurs vives pour les vendre comme “bernard l'hermite Pokémon ”
Les Coenobita perlatus ne se reproduisent pas en captivité. Un individu peut vivre jusqu'à une quarantaine d'années  mais moins en captivité.

## Menaces
Avec la pollution, notamment plastique, Coenobita perlatus choisit des déchets à la place de sa coquille et se retrouve régulièrement coincé dedans.

## Galerie

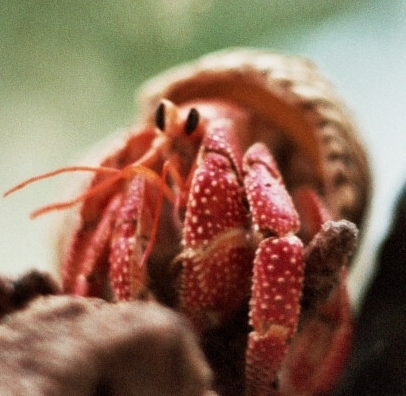
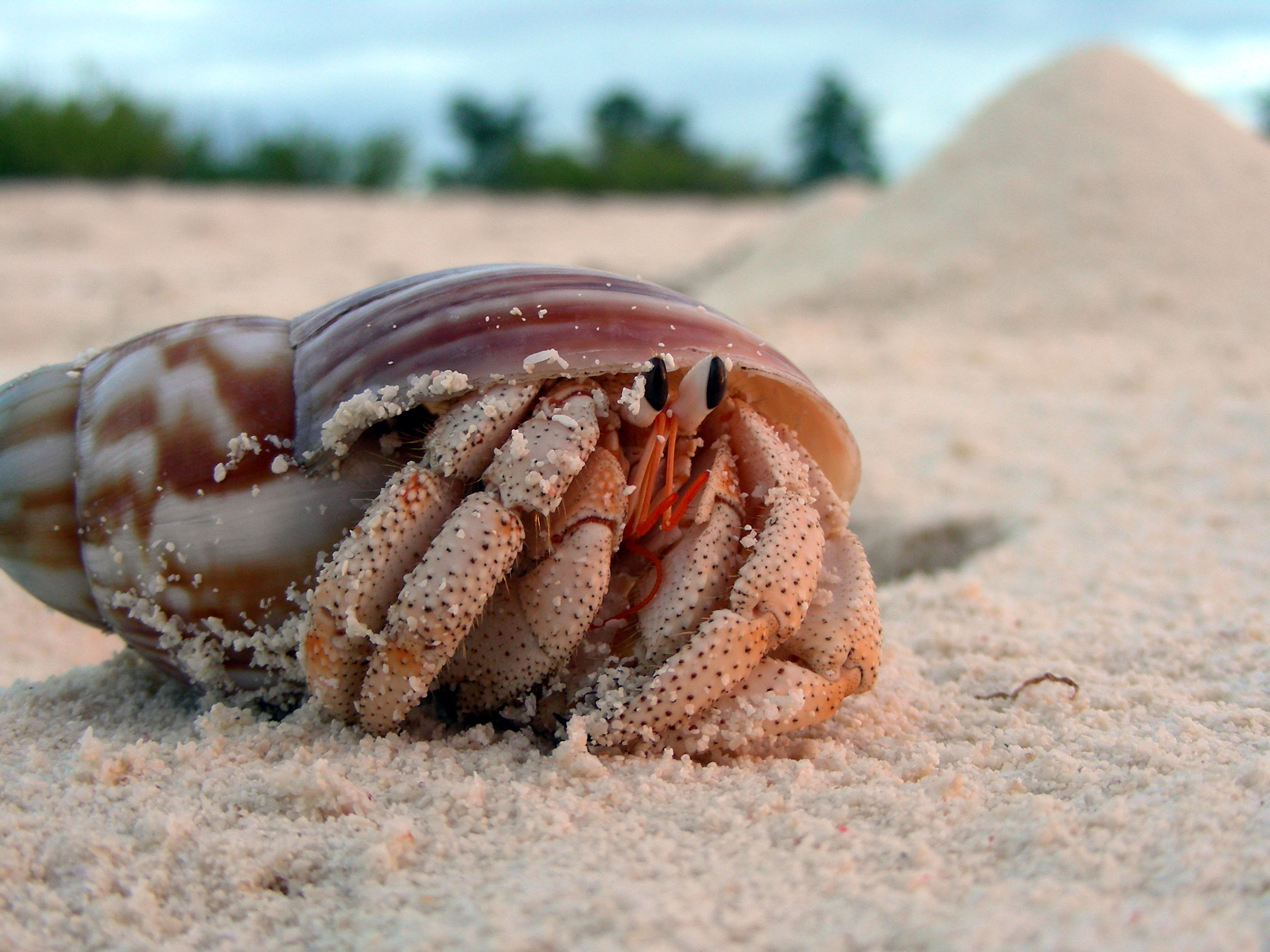